# 주간고속도로 제29호선
주간고속도로 제29호선(영어: Interstate 29, I-29)은 미국 중부 미주리주 캔자스시티(Kansas City)와 북부 노스다코타주 펨비나(Pembina)와 가까운 캐나다 국경을 잇는 총 연장 1215.88km의 고속도로이다. 북쪽으로 계속 이동하면 캐나다 국경을 넘은 후 매니토바 고속도로 제75호선을 타고 위니펙에 도착할 수 있다.